# Élections législatives de 1973 dans le Finistère
Les élections législatives françaises de 1973 se déroulent les 4 et 11 mars 1973.
Dans le département du Finistère, huit députés sont à élire dans le cadre de huit circonscriptions.

## Élus
| Circonscription | Député sortant                          | Parti | Parti | Député élu ou réélu   | Parti | Parti |
| --------------- | --------------------------------------- | ----- | ----- | --------------------- | ----- | ----- |
| 1re             | Marc Bécam* suppléant d'Edmond Michelet |       | UDR   | Marc Bécam            |       | UDR   |
| 2e              | Michel de Bennetot                      |       | UDR   | Michel de Bennetot    |       | UDR   |
| 3e              | Gabriel de Poulpiquet                   |       | UDR   | Gabriel de Poulpiquet |       | UDR   |
| 4e              | Pierre Lelong                           |       | UDR   | Pierre Lelong         |       | UDR   |
| 5e              | Antoine Caill                           |       | UDR   | Antoine Caill         |       | UDR   |
| 6e              | Suzanne Ploux                           |       | UDR   | Suzanne Ploux         |       | UDR   |
| 7e              | Gabriel Miossec                         |       | UDR   | Guy Guermeur          |       | UDR   |
| 8e              | Jean-Claude Petit                       |       | RI    | Louis Le Pensec       |       | PS    |

## Résultats

### Résultats à l'échelle du département
| Parti                 | Parti                                   | Premier tour | Premier tour | Second tour | Second tour | Sièges |
| Parti                 | Parti                                   | Voix         | %            | Voix        | %           | Sièges |
| --------------------- | --------------------------------------- | ------------ | ------------ | ----------- | ----------- | ------ |
|                       | Union des démocrates pour la République | 153 976      | 36,91        | 173 134     | 47,85       | 7      |
|                       | Républicains indépendants               | 21 483       | 5,15         | 22 171      | 6,13        | 0      |
|                       | Divers droite dont CNIP                 | 5 954        | 1,43         |             |             | 0      |
|                       | Union des républicains de progrès       | 181 413      | 43,48        | 195 305     | 53,97       | 7      |
|                       |                                         |              |              |             |             |        |
|                       | Parti socialiste                        | 74 194       | 17,78        | 97 139      | 26,85       | 1      |
|                       | Parti communiste français               | 66 125       | 15,85        | 57 930      | 16,01       | 0      |
|                       | Parti socialiste unifié                 | 9 619        | 2,31         |             |             | 0      |
|                       | Mouvement des radicaux de gauche        | 8 712        | 2,09         | Retrait     | Retrait     | 0      |
|                       | Union de la gauche                      | 158 650      | 38,03        | 155 069     | 42,85       | 1      |
|                       |                                         |              |              |             |             |        |
|                       | Mouvement réformateur                   | 67 891       | 16,27        | 11 473      | 3,17        | 0      |
|                       | Strollad ar Vro                         | 4 535        | 1,09         |             |             | 0      |
|                       | Union démocratique bretonne             | 3 390        | 0,81         | 0           |             |        |
|                       | Extrême gauche dont LO et LCR           | 1 339        | 0,32         | 0           |             |        |
|                       |                                         |              |              |             |             |        |
| Inscrits              | Inscrits                                | 504 717      | 100,00       | 452 860     | 100,00      | 8      |
| Abstentions           | Abstentions                             | 82 460       | 16,34        | 82 284      | 18,17       |        |
| Votants               | Votants                                 | 422 257      | 83,66        | 370 576     | 81,83       |        |
| Blancs et nuls        | Blancs et nuls                          | 5 039        | 1,19         | 8 729       | 2,36        |        |
| Exprimés              | Exprimés                                | 417 218      | 98,81        | 361 847     | 97,64       |        |
| Source : Data.gouv.fr |                                         |              |              |             |             |        |

### Résultats par circonscription

#### Première circonscription (Quimper)
Regroupe les cantons de Quimper, Fouesnant et Pont-l'Abbé.
| Candidat           | Candidat                 | Parti          | Premier tour | Premier tour | Second tour | Second tour |  |
| Candidat           | Candidat                 | Parti          | Voix         | %            | Voix        | %           |  |
| ------------------ | ------------------------ | -------------- | ------------ | ------------ | ----------- | ----------- |  |
|                    | Marc Bécam sortant réélu | UDR (URP)      | 18 736       | 33,37        | 32 127      | 58,21       |  |
|                    | Jean-François Hamon      | PCF            | 11 993       | 21,36        | 23 062      | 41,79       |  |
|                    | André Vazel              | PS (UGSD)      | 9 372        | 16,69        | Retrait     | Retrait     |  |
|                    | Louis Le Calvez          | CD (MR)        | 9 018        | 16,06        | Retrait     | Retrait     |  |
|                    | Hervé Nader              | CNIP           | 2 594        | 4,62         |             |             |  |
|                    | Josette Bernard          | PSU            | 1 833        | 3,26         |             |             |  |
|                    | Jean Le Calvez           | SAV            | 1 622        | 2,89         |             |             |  |
|                    | Alain Riche              | LO             | 984          | 1,75         |             |             |  |
|                    |                          |                |              |              |             |             |  |
| Inscrits           | Inscrits                 | Inscrits       | 69 251       | 100,00       | 69 238      | 100,00      |  |
| Abstentions        | Abstentions              | Abstentions    | 12 267       | 17,71        | 11 551      | 16,68       |  |
| Votants            | Votants                  | Votants        | 56 984       | 82,29        | 57 687      | 83,32       |  |
| Blancs et nuls     | Blancs et nuls           | Blancs et nuls | 832          | 1,46         | 2 498       | 4,33        |  |
| Exprimés           | Exprimés                 | Exprimés       | 56 152       | 98,54        | 55 189      | 95,67       |  |
| Source : Data.gouv |                          |                |              |              |             |             |  |

Marc Bécam (UDR) remplace Edmond Michelet (UDR) depuis le 23 juillet 1969.

#### Deuxième circonscription (Brest)
Regroupe les cantons de Brest-1, Brest-2 et Brest-3.
| Candidat           | Candidat                         | Parti          | Premier tour | Premier tour | Second tour | Second tour |  |
| Candidat           | Candidat                         | Parti          | Voix         | %            | Voix        | %           |  |
| ------------------ | -------------------------------- | -------------- | ------------ | ------------ | ----------- | ----------- |  |
|                    | Michel de Bennetot sortant réélu | UDR (URP)      | 20 276       | 28,88        | 36 739      | 52,21       |  |
|                    | Francis Le Blé                   | PS (UGSD)      | 13 131       | 18,70        | 33 634      | 47,79       |  |
|                    | Eugène Bérest                    | CD (MR)        | 12 233       | 17,42        | Retrait     | Retrait     |  |
|                    | Louis Le Roux                    | PCF            | 11 299       | 16,09        | Retrait     | Retrait     |  |
|                    | Louis Marc                       | RI             | 5 873        | 8,37         |             |             |  |
|                    | Jean-Pierre Madec                | PSU            | 2 405        | 3,43         |             |             |  |
|                    | Édouard Leclerc                  | FP             | 2 265        | 3,23         |             |             |  |
|                    | René L'Hostis                    | UDB            | 1 769        | 2,52         |             |             |  |
|                    | André Tanguy                     | SAV            | 605          | 0,86         |             |             |  |
|                    | André Fichaut                    | LCR            | 355          | 0,51         |             |             |  |
|                    |                                  |                |              |              |             |             |  |
| Inscrits           | Inscrits                         | Inscrits       | 91 484       | 100,00       | 94 483      | 100,00      |  |
| Abstentions        | Abstentions                      | Abstentions    | 20 556       | 22,47        | 22 600      | 23,92       |  |
| Votants            | Votants                          | Votants        | 70 928       | 77,53        | 71 883      | 76,08       |  |
| Blancs et nuls     | Blancs et nuls                   | Blancs et nuls | 717          | 1,01         | 1 510       | 2,1         |  |
| Exprimés           | Exprimés                         | Exprimés       | 70 211       | 98,99        | 70 373      | 97,9        |  |
| Source : Data.gouv |                                  |                |              |              |             |             |  |

#### Troisième circonscription (Landerneau)
Regroupe les cantons de Ouessant, Saint-Renan, Ploudalmézeau, Lannilis, Plabennec et de Landerneau.
|                    | Gabriel de Poulpiquet sortant réélu | UDR (URP)      | 33 945 | 61,95  |  |  |  |
|                    | Alphonse Arzel                      | CD (MR)        | 8 422  | 15,37  |  |  |  |
|                    | Loïc Besnard                        | PS (UGSD)      | 5 722  | 10,44  |  |  |  |
|                    | Guy Liziar                          | PCF            | 3 392  | 6,19   |  |  |  |
|                    | Pierre Cadalen                      | SAV            | 1 697  | 3,10   |  |  |  |
|                    | Patrick Dorval                      | UDB            | 1 621  | 2,96   |  |  |  |
|                    |                                     |                |        |        |  |  |  |
| Inscrits           | Inscrits                            | Inscrits       | 64 760 | 100,00 |  |  |  |
| Abstentions        | Abstentions                         | Abstentions    | 9 443  | 14,58  |  |  |  |
| Votants            | Votants                             | Votants        | 55 317 | 85,42  |  |  |  |
| Blancs et nuls     | Blancs et nuls                      | Blancs et nuls | 518    | 0,94   |  |  |  |
| Exprimés           | Exprimés                            | Exprimés       | 54 799 | 99,06  |  |  |  |
| Source : Data.gouv |                                     |                |        |        |  |  |  |

#### Quatrième circonscription (Morlaix)
Regroupe les cantons de Morlaix, Taulé, Saint-Pol-de-Léon, Lanmeur, Plouigneau et Huelgoat.
| Candidat           | Candidat                    | Parti          | Premier tour | Premier tour | Second tour | Second tour |  |
| Candidat           | Candidat                    | Parti          | Voix         | %            | Voix        | %           |  |
| ------------------ | --------------------------- | -------------- | ------------ | ------------ | ----------- | ----------- |  |
|                    | Pierre Lelong sortant réélu | UDR (URP)      | 19 707       | 41,43        | 24 585      | 50,15       |  |
|                    | Marie Jacq                  | PS (UGSD)      | 11 112       | 23,36        | 24 441      | 49,85       |  |
|                    | Alphonse Penven             | PCF            | 7 968        | 16,75        | Retrait     | Retrait     |  |
|                    | Roger Prat                  | PSU            | 5 381        | 11,31        |             |             |  |
|                    | Léon Kerlo                  | MR             | 2 783        | 5,85         |             |             |  |
|                    | Louis-Yves Nicol            | SAV            | 611          | 1,29         |             |             |  |
|                    |                             |                |              |              |             |             |  |
| Inscrits           | Inscrits                    | Inscrits       | 56 922       | 100,00       | 56 917      | 100,00      |  |
| Abstentions        | Abstentions                 | Abstentions    | 8 904        | 15,64        | 7 367       | 12,94       |  |
| Votants            | Votants                     | Votants        | 48 018       | 84,36        | 49 550      | 87,06       |  |
| Blancs et nuls     | Blancs et nuls              | Blancs et nuls | 456          | 0,95         | 524         | 1,06        |  |
| Exprimés           | Exprimés                    | Exprimés       | 47 562       | 99,05        | 49 026      | 98,94       |  |
| Source : Data.gouv |                             |                |              |              |             |             |  |

#### Cinquième circonscription (Landivisiau)
Regroupe les cantons de Daoulas, Ploudiry, Lesneven, Saint-Thégonnec Sizun, Landivisiau, Plouescat et Plouzévédé.
| Candidat           | Candidat                    | Parti          | Premier tour | Premier tour | Second tour | Second tour |  |
| Candidat           | Candidat                    | Parti          | Voix         | %            | Voix        | %           |  |
| ------------------ | --------------------------- | -------------- | ------------ | ------------ | ----------- | ----------- |  |
|                    | Antoine Caill sortant réélu | UDR (URP)      | 24 456       | 49,63        | 26 740      | 55,71       |  |
|                    | Pierre Chapalain            | MR             | 14 113       | 28,63        | 11 473      | 23,90       |  |
|                    | Roger Le Gall               | PS (UGSD)      | 7 631        | 15,48        | 9 785       | 20,39       |  |
|                    | André Le Gac                | PCF            | 3 091        | 6,27         |             |             |  |
|                    |                             |                |              |              |             |             |  |
| Inscrits           | Inscrits                    | Inscrits       | 58 412       | 100,00       | 58 407      | 100,00      |  |
| Abstentions        | Abstentions                 | Abstentions    | 8 561        | 14,66        | 10 059      | 17,22       |  |
| Votants            | Votants                     | Votants        | 49 851       | 85,34        | 48 348      | 82,78       |  |
| Blancs et nuls     | Blancs et nuls              | Blancs et nuls | 550          | 1,1          | 350         | 0,72        |  |
| Exprimés           | Exprimés                    | Exprimés       | 49 301       | 98,9         | 47 998      | 99,28       |  |
| Source : Data.gouv |                             |                |              |              |             |             |  |

#### Sixième circonscription (Châteaulin)
Regroupe les cantons de Crozon, Châteaulin, du Faou, Pleyben, Carhaix et de Châteauneuf-du-Faou
| Candidat           | Candidat                      | Parti          | Premier tour | Premier tour | Second tour | Second tour |  |
| Candidat           | Candidat                      | Parti          | Voix         | %            | Voix        | %           |  |
| ------------------ | ----------------------------- | -------------- | ------------ | ------------ | ----------- | ----------- |  |
|                    | Suzanne Ploux sortante réélue | UDR (URP)      | 20 729       | 44,15        | 27 434      | 59,56       |  |
|                    | Jean-Pierre Jeudy             | PCF            | 10 270       | 21,87        | 18 630      | 40,44       |  |
|                    | Hervé Mao                     | PS (UGSD)      | 9 518        | 20,27        | Retrait     | Retrait     |  |
|                    | Jean Manis                    | CD (MR)        | 6 436        | 13,71        | Retrait     | Retrait     |  |
|                    |                               |                |              |              |             |             |  |
| Inscrits           | Inscrits                      | Inscrits       | 58 554       | 100,00       | 58 544      | 100,00      |  |
| Abstentions        | Abstentions                   | Abstentions    | 11 010       | 18,8         | 10 909      | 18,63       |  |
| Votants            | Votants                       | Votants        | 47 544       | 81,2         | 47 635      | 81,37       |  |
| Blancs et nuls     | Blancs et nuls                | Blancs et nuls | 591          | 1,24         | 1 571       | 3,3         |  |
| Exprimés           | Exprimés                      | Exprimés       | 46 953       | 98,76        | 46 064      | 96,7        |  |
| Source : Data.gouv |                               |                |              |              |             |             |  |

#### Septième circonscription (Douarnenez)
Regroupe les cantons de Pont-Croix, Douarnenez, Plogastel-Saint-Germain et de Briec.
Gabriel Miossec (UDR) élu depuis 1962 ne se représente pas.
| Candidat           | Candidat         | Parti          | Premier tour | Premier tour | Second tour | Second tour |  |
| Candidat           | Candidat         | Parti          | Voix         | %            | Voix        | %           |  |
| ------------------ | ---------------- | -------------- | ------------ | ------------ | ----------- | ----------- |  |
|                    | Guy Guermeur élu | UDR (URP)      | 16 117       | 38,61        | 25 509      | 61,10       |  |
|                    | Michel Mazéas    | PCF            | 8 824        | 20,98        | 16 238      | 38,90       |  |
|                    | Henri Le Moal    | MRG (UGSD)     | 8 712        | 20,71        | Retrait     | Retrait     |  |
|                    | André Monteil    | MR (CD)        | 8 411        | 19,99        | Retrait     | Retrait     |  |
|                    | Ambroise Guellec | CDP            | 6            | 0,01         |             |             |  |
|                    |                  |                |              |              |             |             |  |
| Inscrits           | Inscrits         | Inscrits       | 52 961       | 100,00       | 52 951      | 100,00      |  |
| Abstentions        | Abstentions      | Abstentions    | 10 252       | 19,36        | 9 556       | 18,05       |  |
| Votants            | Votants          | Votants        | 42 709       | 80,64        | 43 395      | 81,95       |  |
| Blancs et nuls     | Blancs et nuls   | Blancs et nuls | 639          | 1,5          | 1 648       | 3,8         |  |
| Exprimés           | Exprimés         | Exprimés       | 42 070       | 98,5         | 41 747      | 96,2        |  |
| Source : Data.gouv |                  |                |              |              |             |             |  |

#### Huitième circonscription (Concarneau - Quimperlé)
Regroupe les cantons de Concarneau, Quimperlé, Bannalec, Rosporden, Pont-Aven, Arzano et de Scaër.
| Candidat           | Candidat                  | Parti          | Premier tour | Premier tour | Second tour | Second tour |  |
| Candidat           | Candidat                  | Parti          | Voix         | %            | Voix        | %           |  |
| ------------------ | ------------------------- | -------------- | ------------ | ------------ | ----------- | ----------- |  |
|                    | Louis Le Pensec élu       | PS (UGSD)      | 17 708       | 35,30        | 29 279      | 56,91       |  |
|                    | Jean-Claude Petit sortant | RI (URP)       | 15 610       | 31,11        | 22 171      | 43,09       |  |
|                    | Paul Le Gall              | PCF            | 9 288        | 18,51        | Retrait     | Retrait     |  |
|                    | Christian Avenard         | MR             | 6 475        | 12,91        | Retrait     | Retrait     |  |
|                    | Jean-Pierre Le Louédec    | Divers droite  | 1 089        | 2,17         |             |             |  |
|                    |                           |                |              |              |             |             |  |
| Inscrits           | Inscrits                  | Inscrits       | 62 334       | 100,00       | 62 320      | 100,00      |  |
| Abstentions        | Abstentions               | Abstentions    | 11 428       | 18,33        | 10 242      | 16,43       |  |
| Votants            | Votants                   | Votants        | 50 906       | 81,67        | 52 078      | 83,57       |  |
| Blancs et nuls     | Blancs et nuls            | Blancs et nuls | 736          | 1,45         | 628         | 1,21        |  |
| Exprimés           | Exprimés                  | Exprimés       | 50 170       | 98,55        | 51 450      | 98,79       |  |
| Source : Data.gouv |                           |                |              |              |             |             |  |